# Метёлкин, Юрий Александрович
Ю́рий Алекса́ндрович Метёлкин (3 июля 1926, Ленинград, Ленинградская губерния, СССР — ?) — фрезеровщик Ленинградского оптико-механического объединения Министерства оборонной промышленности СССР, Герой Социалистического Труда (1974).

## Биография
Родился 3 июля 1926 года в Ленинграде (ныне — Санкт-Петербург) в семье рабочего.
С началом Великой Отечественной войны (в 15 лет) ушёл на фронт, был ранен, дошёл до Берлина, был награждён медалью «За отвагу». Уволившись в запас в 1947 году, трудоустроился фрезеровщиком на Ленинградский оптико-механический завод (впоследствии — Ленинградское оптико-механическое объединение, ЛОМО). В 1956 году вступил в КПСС.
В девятой пятилетке (1971—1975) освоил новые станки с программным управлением, увеличив производительность труда в два раза.
«Закрытым» указом Президиума Верховного Совета СССР от 16 января 1974 года «за выдающиеся успехи в выполнении и перевыполнении планов 1973 года и принятых социалистических обязательств» удостоен звания Героя Социалистического Труда с вручением ордена Ленина и золотой медали «Серп и Молот».
Активно передавал опыт молодым рабочим, по своей инициативе проводил производственную практику для второкурсников-фрезеровщиков местного базового ПТУ № 46, был одним из авторов обращения к наставникам города и области «Выпускникам ПТУ — опыт передовиков». Один из инициаторов открытия на базе ЛОМО технического университета для учащихся. В 1978 году на V съезде Всесоюзного общества изобретателей и рационализаторов (ВОИР) сообщил, что в результате реализации творческого бригадного плана трудоемкость работ сократилась за год на 6 тысяч нормо-часов.
Во второй половине 1980-х годов вышел на пенсию, жил в Ленинграде (с 1991 года — Санкт-Петербург). Избирался членом бюро Калининского райкома КПСС города Ленинграда.
Награждён орденами Ленина (16.01.1974), Трудового Красного Знамени (09.09.1961), медалями.